# Liste des types de montagnes
Les montagnes peuvent être caractérisées de plusieurs façons. Certaines montagnes sont des volcans et peuvent être classées selon le type de lave, l'activité éruptive ou le résultat de l'érosion sur ces roches. D'autres sont déterminées par la géologie des couches sédimentaires ou la tectonique et enfin de nombreuses montagnes doivent leurs caractéristiques à l'action du climat.

## Types de volcans et reliefs divers issus d'une activité volcanique et soumis à l'érosion
- Cône de scories
- Volcan complexe
- Cryovolcan
- Dôme de lave
- Champ volcanique monogénique
- Cône pyroclastique
- Bouclier pyroclastique
- Volcan bouclier
- Stratovolcan
- Tuya
- Volcan sous-marin
- Volcan Somma
- Neck (cheminée de lave dégagée par l'érosion)
- Dyke (lave ayant moulé une cassure et se présentant après érosion comme un mur)

## Reliefs déterminés par la géologie ou la tectonique

### Reliefs sédimentaires
Couches sédimentaires non plissées (exemple : Bassin parisien, Bourgogne)
- Cuesta (couches sédimentaires inclinées mais non plissées)
- Butte-témoin (à l'avant d'une cuesta)
- Plateau karstique (exemple : causse en France) et formes associées (canyon, lapiaz, …)

Couches sédimentaires plissées (exemple : Jura, Préalpes)
- Mont (relief correspondant à un anticlinal)
- Synclinal perché
- Crêt (dans le Jura, désigne la tranche de la couche dure du flanc anticlinal de part et d'autre d'une combe)

### Reliefs de faille
- Escarpement
- Horst
- Chevauchement
- Nappe de charriage

## Reliefs déterminés par le climat

### Reliefs glaciaires
- Nunatak
- Fjell
- Pic pyramidal ou horn
- Tuya

### Reliefs tropicaux
- Inselberg
- Mesa
- Pain de sucre